# Pequeño icosidodecaedro ditrigonal
En geometría, el pequeño icosidodecaedro ditrigonal (o pequeño icosidodecaedro ditrigonario) es un poliedro uniforme estrellado, indexado como U30. Posee 32 caras (20 triángulos y 12 estrellas pentagonales), 60 aristas y 20 vértices. Su símbolo de Schläfli extendido es a{5,3}, como un dodecaedro alterado, y su diagrama de Coxeter-Dynkin es  o .
Se construye a partir del triángulo de Schwarz (3 3 5⁄2) con símbolo de Wythoff 3 | 5⁄2 3'. Su figura de vértice hexagonal alterna caras con forma de triángulo equilátero y con forma de estrella pentagonal.

## Poliedros relacionados
Su envolvente convexa es un dodecaedro regular. Además, comparte su disposición de vértices con el gran icosidodecaedro ditrigonal (que tiene las caras triangulares en común), el dodecadodecaedro ditrigonal (que tiene las caras pentagrámmicas en común) y el compuesto de cinco cubos regular. Como poliedro simple, también es un hexaquisicosaedro truncado, en el que los triángulos que tocan los pentágonos se hacen coplanarios, de forma que los demás sean cóncavos.
| a{5,3}                             | a{5/2,3}                        | b{5,5/2}                      |
| =                                  | =                               | =                             |
| ---------------------------------- | ------------------------------- | ----------------------------- |
| Pequeño icosidodecaedro ditrigonal | Gran icosidodecaedro ditrigonal | Dodecadodecaedro ditrigonal   |
| Dodecaedro (envolvente convexa)    | Compuesto de cinco cubos        | Compuesto esférico de 5 cubos |